# Naurath (Eifel)

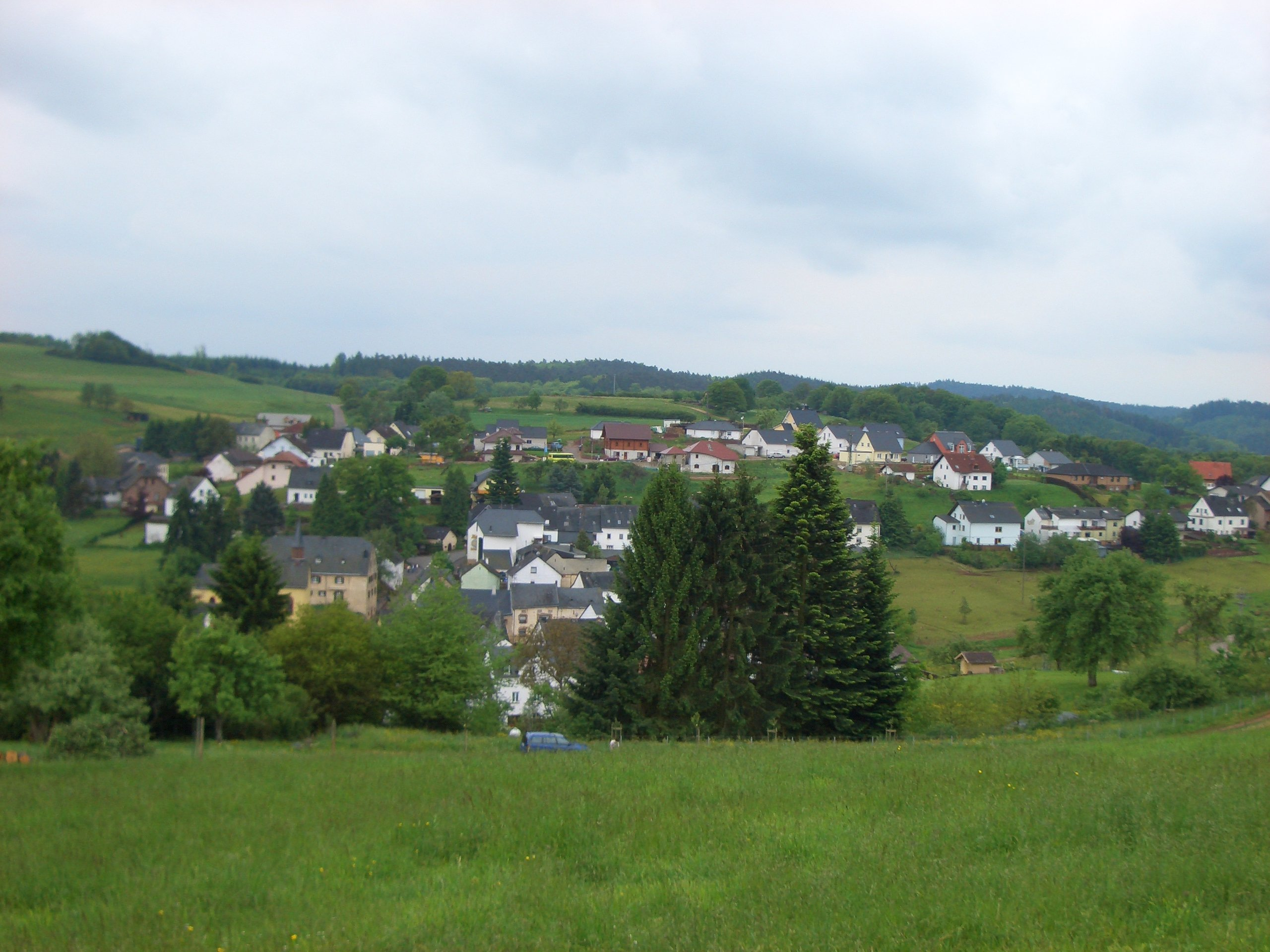
Naurath (Eifel)

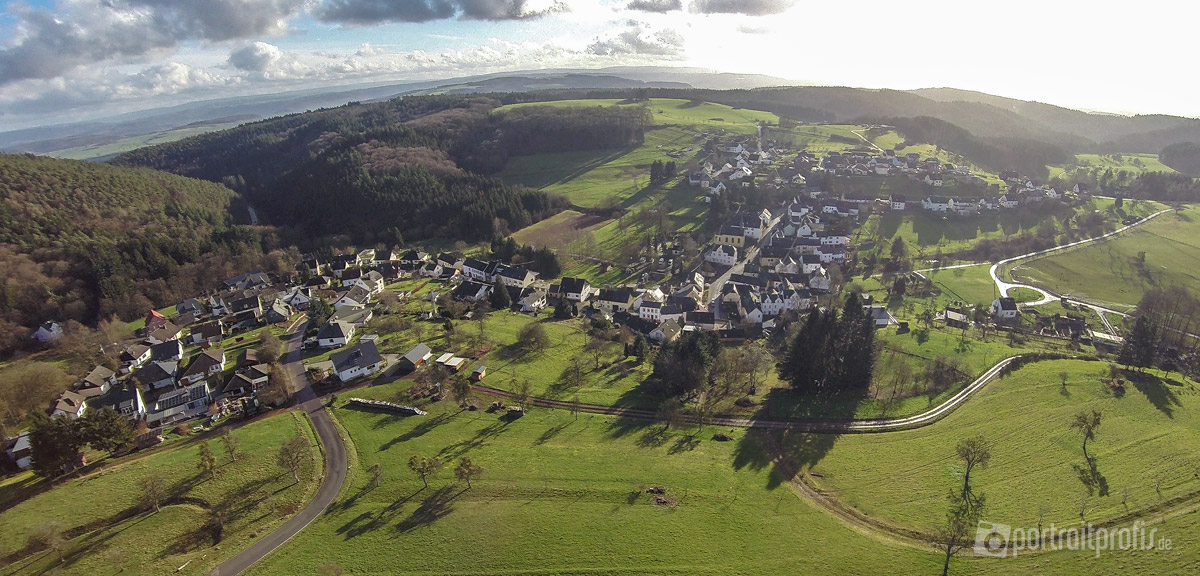
Luftbild Naurath/Eifel im Meulenwald (2015)

Naurath (Eifel) ist eine Ortsgemeinde im Landkreis Trier-Saarburg in Rheinland-Pfalz. Sie gehört der Verbandsgemeinde Schweich an der Römischen Weinstraße an.

## Geographie
Der Ort liegt im Meulenwald, einem Teil der südlichen Eifel, sechs Kilometer nördlich der Stadt Schweich.
Zu Naurath gehört auch der Wohnplatz Waldhaus.
Nachbargemeinden von Naurath sind Dierscheid im Norden, Hetzerath im Osten, Föhren im Südosten, Schweich im Süden und Zemmer im Nordwesten.

## Geschichte
In der Gemarkung von Naurath wurden Spuren römischer Grundmauern und Ziegel gefunden, die auf eine Besiedlung in der Römerzeit deuten. Der Ortsname könnte von nuwe rode (neue Rodung) hergeleitet sein. Im Jahr 1569 wurde der Ort unter dem Namen Nuwert, später als Nawert erwähnt.
1465 wurden in alten Urkunden Bergwerke zu Nuinrait genannt. Hier wurde Erz abgebaut. Heute ist vom damaligen Bergbau nichts mehr zu sehen. Die Reichsgrafen von Kesselstatt verwalteten den Ort.
Das Linke Rheinufer wurde 1794 im ersten Koalitionskrieg von französischen Revolutionstruppen besetzt. Von 1798 bis 1814 war Naurath ein Teil der Französischen Republik (bis 1804) und anschließend des Französischen Kaiserreichs, zugehörig dem Saardepartement. Auf dem Wiener Kongress (1815) kam die gesamte Region nach der Niederlage Napoleons an das Königreich Preußen.
Nach dem Ersten Weltkrieg gehörte das gesamte Gebiet zum französischen Teil der Alliierten Rheinlandbesetzung. Nach dem Zweiten Weltkrieg wurde Naurath innerhalb der französischen Besatzungszone Teil des damals neu gebildeten Landes Rheinland-Pfalz.
Bevölkerungsentwicklung
Die Entwicklung der Einwohnerzahl von Naurath (Eifel), die Werte von 1871 bis 1987 beruhen auf Volkszählungen:
| Jahr | Einwohner |
| 1815 | 148       |
| 1835 | 267       |
| 1871 | 299       |
| 1905 | 367       |
| 1939 | 363       |
| 1950 | 367       |

| Jahr | Einwohner |
| 1961 | 351       |
| 1970 | 375       |
| 1987 | 330       |
| 1997 | 347       |
| 2005 | 407       |
| 2023 | 332       |

## Politik

### Gemeinderat
Der Ortsgemeinderat in Naurath besteht aus acht Ratsmitgliedern, die bei der Kommunalwahl am 9. Juni 2024 in einer Mehrheitswahl gewählt wurden, und dem ehrenamtlichen Ortsbürgermeister als Vorsitzendem.

### Bürgermeister
Stefan Weiler wurde am 25. Juli 2024 Ortsbürgermeister von Naurath. Da für die Direktwahl am 9. Juni 2024 kein Wahlvorschlag eingereicht wurde, oblag die Neuwahl des Bürgermeisters gemäß rheinland-pfälzischer Gemeindeordnung dem Rat. Dieser entschied sich auf seiner konstituierenden Sitzung für Stefan Weiler.
Sein Vorgänger Stephan Denis hatte das Amt seit 2019 inne. Zuvor waren der seit 2014 amtierende und im Dezember 2018 verstorbene Jürgen Pull, sowie Paul-Gerhard Jahn (2004–2014) und Helmut Schröder (1989–2004) Ortsbürgermeister von Naurath.

### Wappen
| Wappen von Naurath | Blasonierung: „Von Gold über Grün geteilt, oben ein grüner Eichenzweig mit 3 Blättern und 2 Eicheln, unten 3 (2 : 1) goldene Rosen.“ |
| Wappen von Naurath | |

## Sehenswürdigkeiten
Aus der Kesselstatt'schen Zeit stammt das ehemalige Hofhaus in der Kirchstraße. Gegenüber liegt eine Brauerei, die besichtigt werden kann. In der Dorfmitte liegt ein Relikt aus dem alten dörflichen Leben, das Brunnenhaus. Hier wird alljährlich ein alter Brauch zelebriert: Die Junggesellen des Ortes ziehen im November am Kirmesmontag in den Nachbarort Dierscheid und stehlen dort einen Hahn, der an der Gemarkungsgrenze zum Naurather Kuckuck umgetauft wird. Er wird dann im Dorf als neuer Einwohner gefeiert und landet darauf im Kochtopf des zuletzt getrauten Ehepaares. Niemand kennt den Ursprung dieses kuriosen Brauches.
Siehe auch: Liste der Kulturdenkmäler in Naurath (Eifel)

## Verkehr
Naurath ist über die in der Nähe verlaufende Landesstraße 46 an das überörtliche Straßennetz angeschlossen. Drei Kilometer südöstlich befindet sich der Flugplatz Trier-Föhren.